# Cólofon

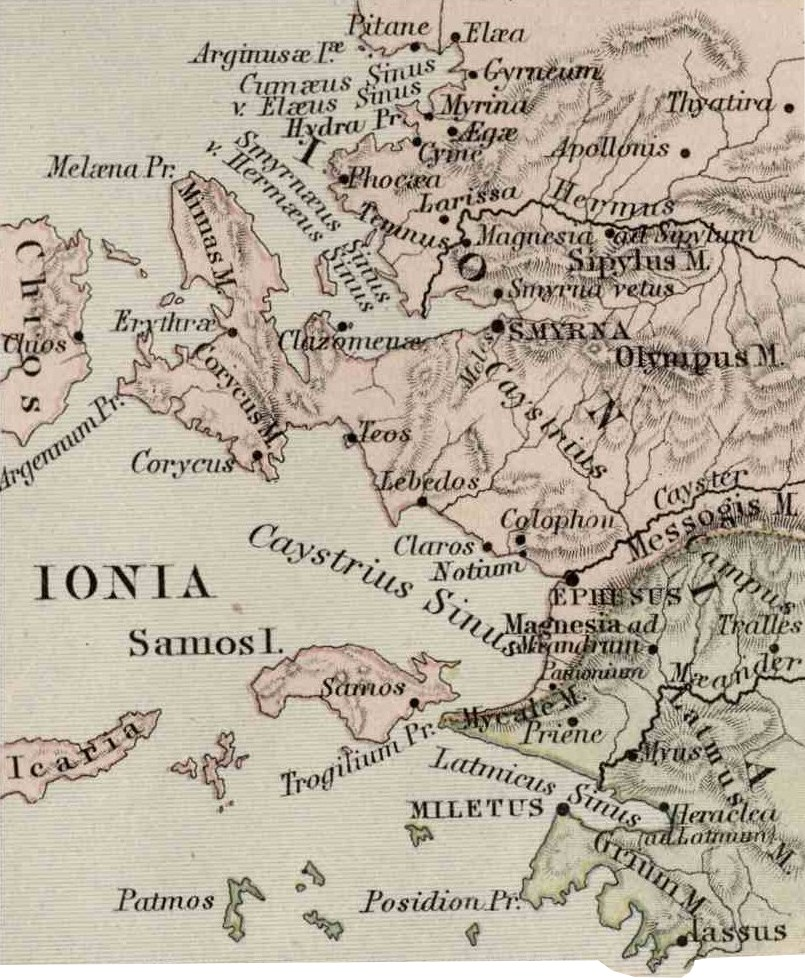
Cólofon localiza-se no centro do mapa, à direita

Cólofon (em grego:  Κολοφών, Kolophón) ou Colofão foi uma antiga cidade grega na região da Lídia, na Ásia Menor (na atual Turquia). Floresceu por volta da virada do primeiro milênio a.C., e provavelmente era a mais antiga das doze cidades que compunham a Liga Jônia, localizada entre Lêbedo (120 estádios a oeste) e Éfeso (ao sul).
O nome da cidade vem da palavra grega κολοφών, 'cume', que também deu origem ao termo bibliográfico colofão. Já o termo colofônia vem do latim colophonia resina, isto é, resina que era extraída dos pinheiros de Cólofon, muito valiosos para a utilização nas cordas de instrumentos musicais na época.
As ruínas da cidade se localizam no Castro de Ghiaour-Keui, uma pequena vila em Esmirna, Menderes, na região conhecida antigamente como Jônia.

## Mitologia
A região era ocupada pelos cários, mas cretenses, liderados por Rácio, chegaram com grande força, e ocuparam a costa, mas a maior parte da região continuou sob o controle dos cários.
A próxima leva de colonos gregos veio a comando do oráculo de Delfos, e trazia os prisioneiros de Tebas após sua tomada por Tersandro, filho de Polínice, dentre os quais Manto, filha de Tirésias. Os cretenses capturaram estes colonos e os levaram a Rácio, mas ele, descobrindo quem eles eram através de Manto, tomou-a por esposa. Mopso, filho de Rácio e Manto, expulsou os cários da região. Mopso participou da Guerra de Troia, na campo aqueu, com vinte navios de Cólofon.
O reino foi tomado pelos líderes dos jônios, Damasichthon e Promethus, filhos de Codro, mas Promethus matou Damasichthon e fugiu para Naxos.

## História
Em seu território encontrava-se o oráculo de Apolo a Claros. Passou à esfera de influência do Reino da Lídia e logo depois ao Império Aquemênida. A cidade foi destruída, junto com sua vizinha Lebedon, após a morte de Alexandre pelo diádoco Lisímaco, que transportou seus habitantes para Éfeso.
Segundo alguns autores, Cólofon foi onde nasceu o poeta Homero. A cidade era igualmente célebre pelo luxo e modos efeminados de seus habitantes. Seu nome fazia parte de uma expressão em grego antigo Κολοφῶνα ἐπιτίθεναι / Kolophôna epitithenai (« ajouter un Colophonien »). Segundo Estrabão, isto se explicava pela poder de sua cavalaria, suficiente para levar à vitória qualquer exército que dela se servisse. Os comentaristas de Platão explicam que os colofenses possuíam um duplo direito de voto na assembléia das cidades jônicas, por ter convencido Esmirna a se juntar à assembléia.
Pelo fato dos colofenses terem decidido certa vez o resultado de uma votação incerta, o nome da cidade tomou a acepção de "conclusão, coroar uma coisa".